# Gebauer Höfe

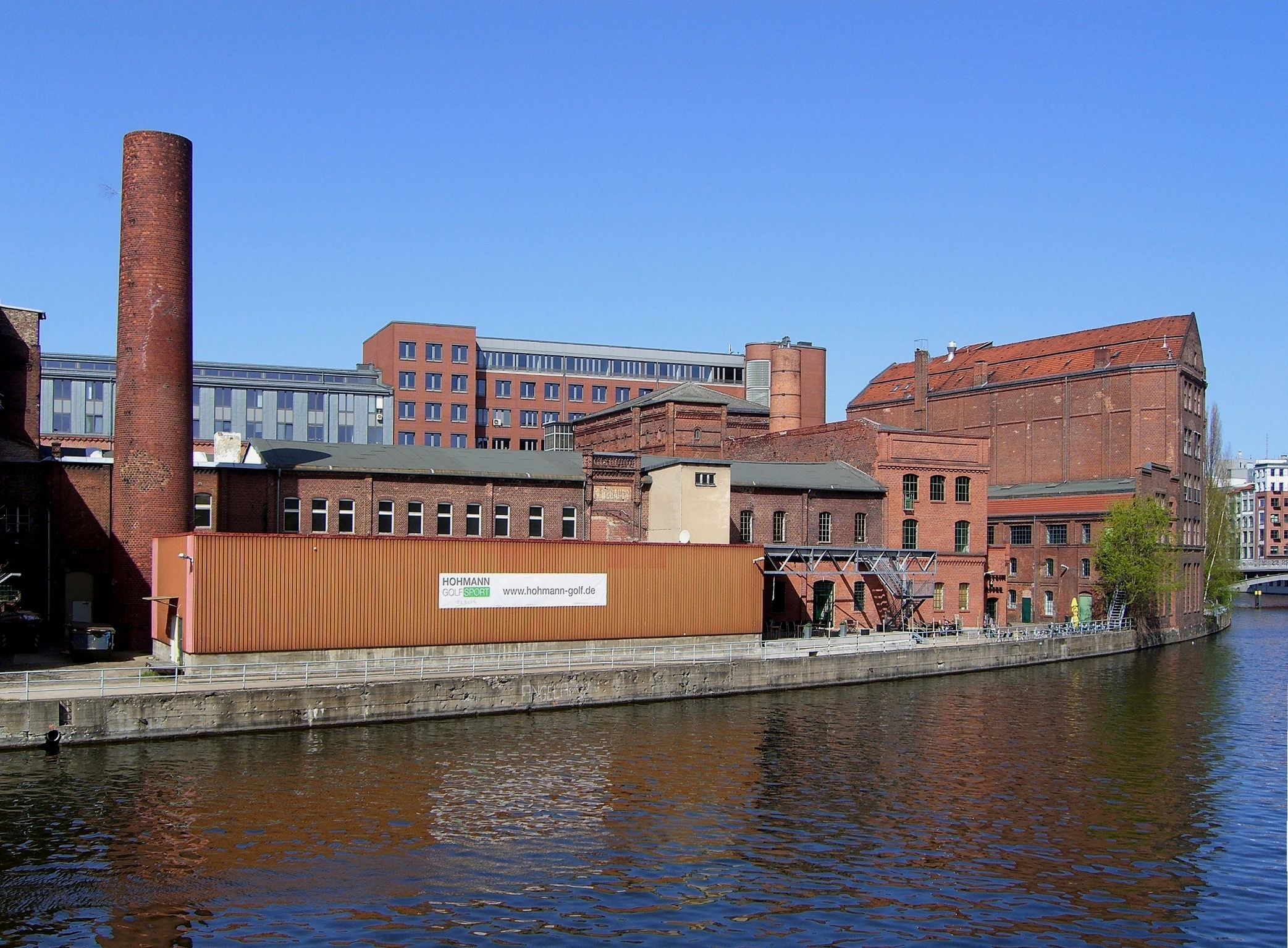
Spreeseite der Gebauer Höfe mit nördlichem Speicherhaus

Die Gebauer Höfe sind ein denkmalgeschütztes Ensemble von historischen Fabrikgebäuden, die in der zweiten Hälfte des 19. Jahrhunderts in der damals selbstständigen Großstadt Charlottenburg westlich von Berlin unmittelbar an der Spree errichtet wurden. Das rund 20.000 m² umfassende Fabrikareal, das zur Gewerbesiedlungs-Gesellschaft gehört, wird heute vielfältig als Standort für Einzelhändler und für die Dienstleistungsbranche genutzt.

## Geschichte
Die Fabrikanlagen wurden in der charakteristischen Gewerbearchitektur des 19. Jahrhunderts in Ziegelsteinbauweise für die Bleicherei und Maschinenfabrik Fr. Gebauer des Industriellen Friedrich Gebauer als Produktions- und Verwaltungsgebäude errichtet. Das älteste Bauwerk des Areals ist ein 1865 erbautes viergeschossiges Gebäude, das von Ludwig Mertens für eine Kalanderanlage konzipiert wurde. Auf Grund des wirtschaftlichen Erfolges der Firma Gebauer wurde die Anlage in den Folgejahren erweitert. Bis 1897 erbaute der Architekt Ernst Gerhardt weitere Fabrikgebäude auf dem Gelände in der typischen Backsteinbauweise. Das markante fünfgeschossige Speicherhaus (Gebäude 60) mit Mansarddach wurde vom Architekten Julius Lichtenstein im Jahr 1910 auf der Nordseite des Fabrikgeländes geplant und realisiert. Nach Auflösung der Textilmaschinenfabrik wurden die Gebäudeteile unterschiedlich genutzt. Ab dem Jahr 1990 begann eine umfassende Sanierung des Werkkomplexes, der durch zwei achtgeschossige Bürogebäude (Gebäude 100 Bürocenter am Spreebogen und Gebäude 200) entlang der Franklinstraße ergänzt wurde. Die verwinkelten Innenhöfe sind durch zwei Toreinfahrten von der Franklinstraße erreichbar.

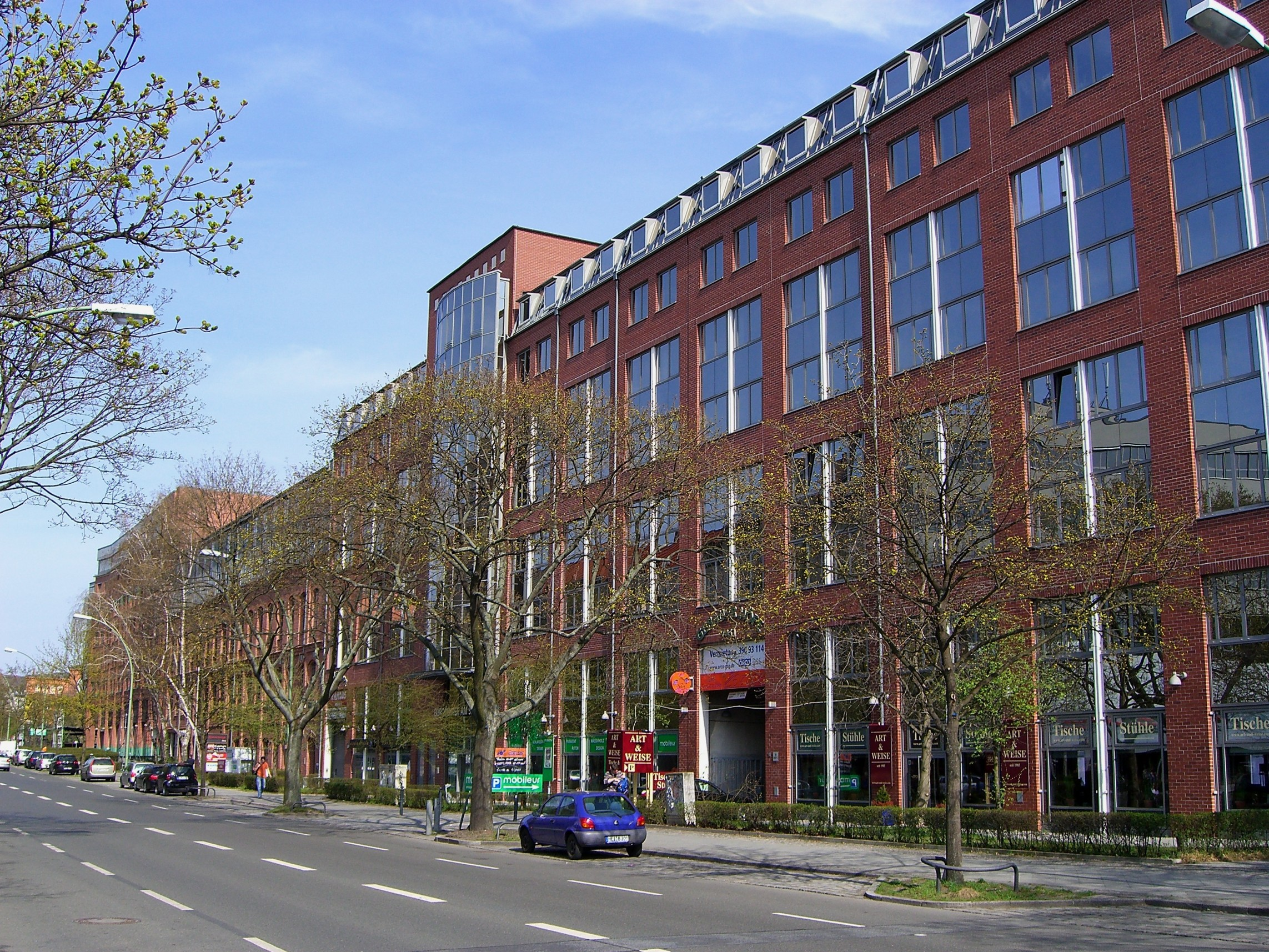
Gebauer Höfe an der Franklinstraße in Berlin-Charlottenburg
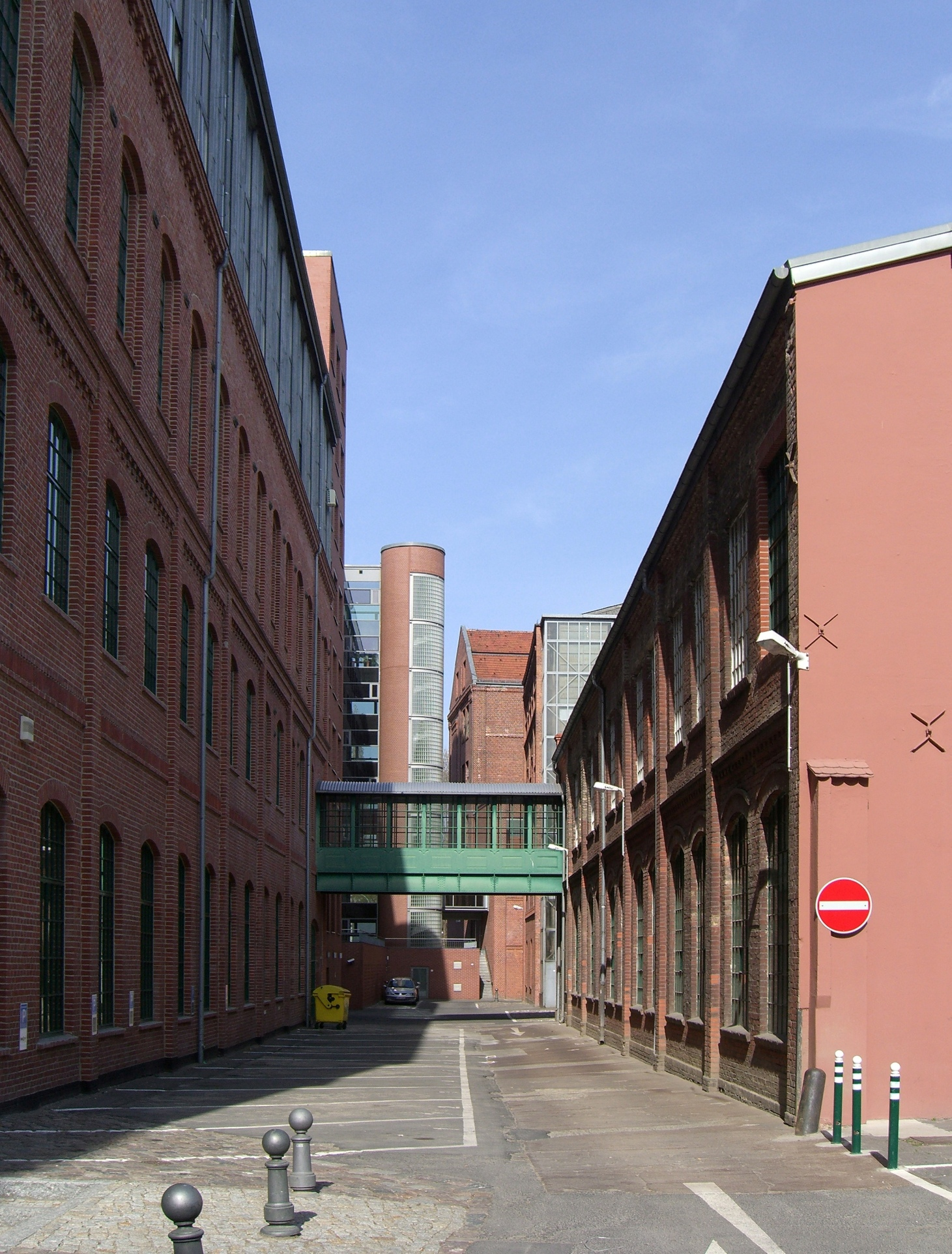
Innenhof der Gebauer Höfe
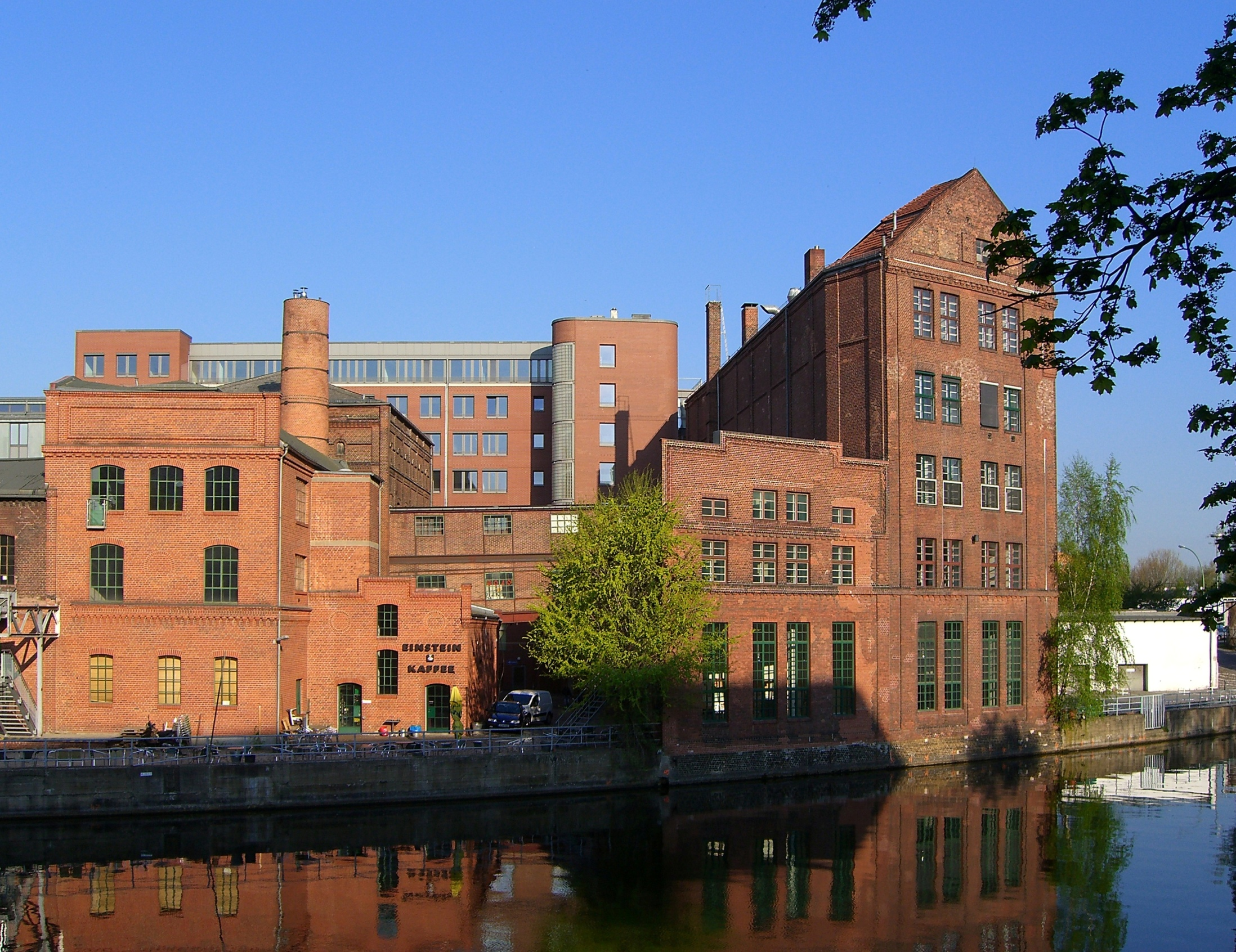
Speicherhaus (rechts)
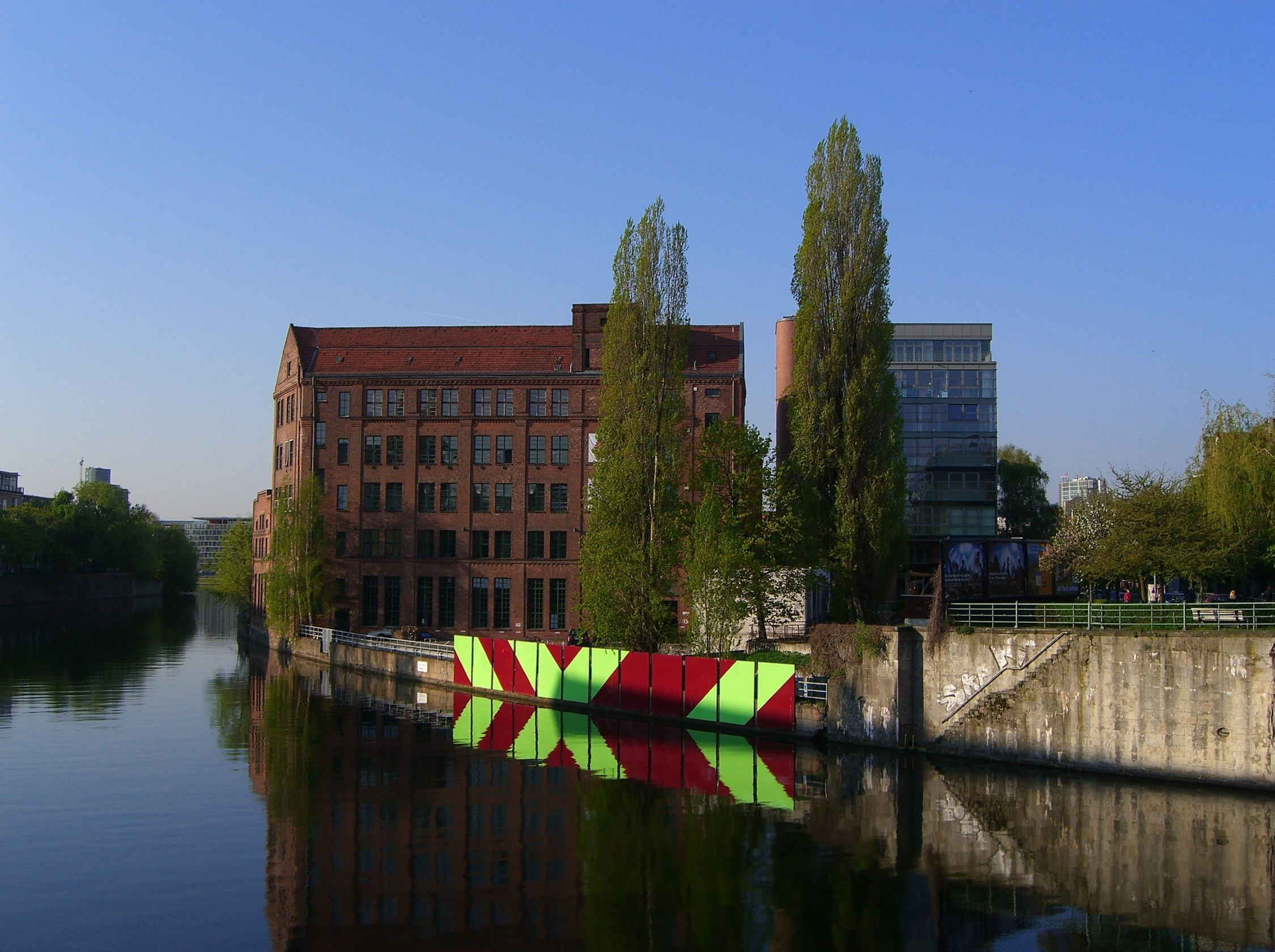
Nordbereich des Geländes: altes Speicherhaus (links) und neues Bürogebäude (rechts)